# 김윤겸 (화가)
김윤겸(金允謙, 1711년 ~ 1775년)은 조선 후기의 화가이다. 본관은 (신)안동, 자는 극양(克讓)이며, 호는 진재(眞宰)ㆍ산초(山樵)ㆍ묵초(默樵)이다.

## 생애
척화대신 김상헌의 현손이며, 김수항의 넷째 아들이자 문인화가인 김창업의 서자로 태어났다. 부친의 그림 취미를 이어 개성적 화풍을 이루었다. 서자라는 신분적 한계로 사대부로 현달(顯達)하지는 못했으나 소촌역(召村驛) 찰방을 지냈다.
조선 후기를 대표하는 문인화가 강세황과 같이 활동하였으나, 화풍상 전혀 다른 개성과 특징을 보여준다. 그는 사물을 극도로 단순화시켜 간단하고 짧은 필선으로 묘사하고, 투명한 담채를 살짝 곁들여 추상미가 풍기는 그림을 그렸다. 그림의 소재로는 진경산수화가 가장 많은데, 그가 평생 전국을 유람하며 체득한 실경의 감흥을 그만의 개성으로 표현한 것이다. 김윤겸은 조선 시대 문인화가 중 특유의 개성과 넓은 지역의 다양한 실경산수를 남겨 회화사상 독특하고도 중요한 위치를 점하고 있다.

## 작품
- 김윤겸 필 영남기행화첩 (보물 제1929호)